# Пентамаран
Пентамара́н — судно с пятью соединёнными в верхней части параллельными корпусами.
Как правило, пентамаран обладает повышенной остойчивостью и хорошими мореходными качествами, однако изготовление судов такой конструкции являются достаточно сложным, так как балки испытывают повышенные нагрузки. В связи с этим по схеме "пентамаран" в основном строятся небольшие суда прогулочного типа или экспериментальные суда.
По сравнению с однокорпусными судами имеет лучшую живучесть и бо́льшее сопротивление движению (большая площадь трения) на малых скоростях. 
Повышенная живучесть пентамарана была использована в экспериментальном спасательном судне «Пентамаран-ППР» Робертом Ряйккененом (СССР). Автор нашёл оригинальное решение конструктивной основы маломерного судна — пространственную плавающую решётку (ППР).
Также была построена рекордная яхта-пентамаран «Гелиос» длиной 19 метров для участия в юбилейной гранд-регате "Колумб-500" 1992 года, осуществленной под эгидой ЮНЕСКО. Сопротивление опрокидыванию сохранялось даже при крене 70-80 градусов. 
По скорости «Гелиос» показал очень хорошие результаты: большая энерговооружённость обеспечивалась парусами площадью 500 квадратных метров. Главная особенность, обеспечивающая высокую скорость судна, заключена в том, что конструктивные находки и расположение пяти корпусов в пространстве обеспечивают саморегулирование — выбор оптимального текущего кренового режима движения (одного из трёх) при изменении ветровой обстановки.
Британская компания BMT Nigel Gee and Associates Ltd Архивная копия от 7 мая 2007 на Wayback Machine, занимающаяся проектированием судов, и её лидер Найджел Ги (Nigel Gee) планируют использовать пентамаран для скоростной морской перевозки автомобилей и контейнеров со скоростью 30-40 узлов (55-75 километров в час).
Запатентовал необычный пентамаран, в котором основной корпус — узкий, с небольшой площадью ниже ватерлинии. Такая конструкция даёт небольшое гидродинамическое сопротивление, но неустойчива. Для придания устойчивости и применяются четыре боковых корпуса.